# Kristian Elster den äldre

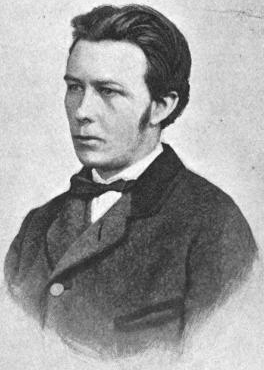
Kristian Elster den äldre.

Kristian Mandrup Elster, född den 4 mars 1841 i Overhalla, död den 11 april 1881 i Trondhjem, var en norsk författare. Han var far till Kristian Elster den yngre.
Elster har betraktats som den moderna realistiska romanens pionjär i Norge. Han var inte så polemiskt-social som de övriga realisterna. Han skildrade med förkärlek estetiska karaktärer i sina romaner och visar på inflytande från Søren Kierkegaard och Ivan Turgenjev.